# Papel higiénico

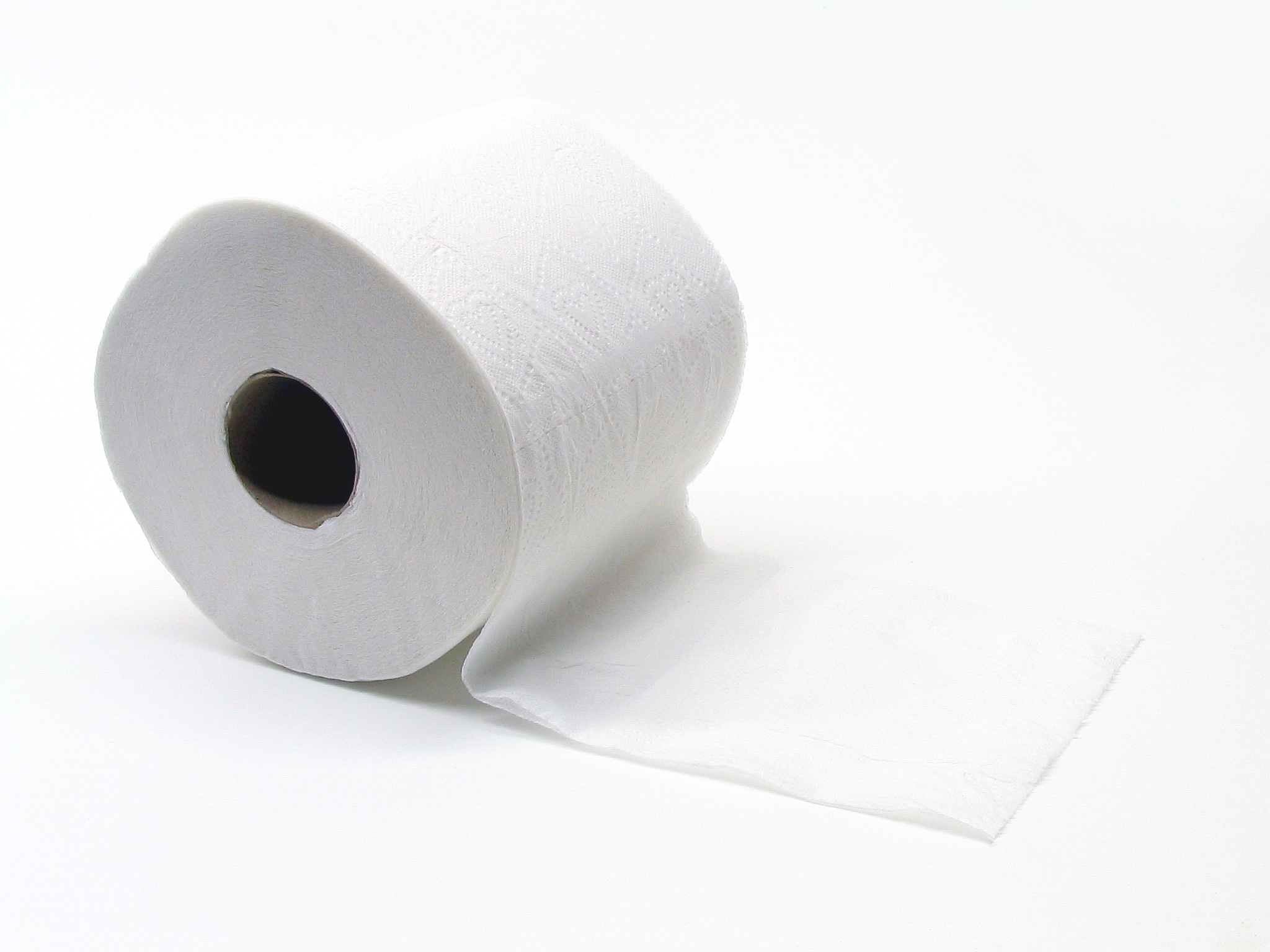
Papel higiénico tipo residencial

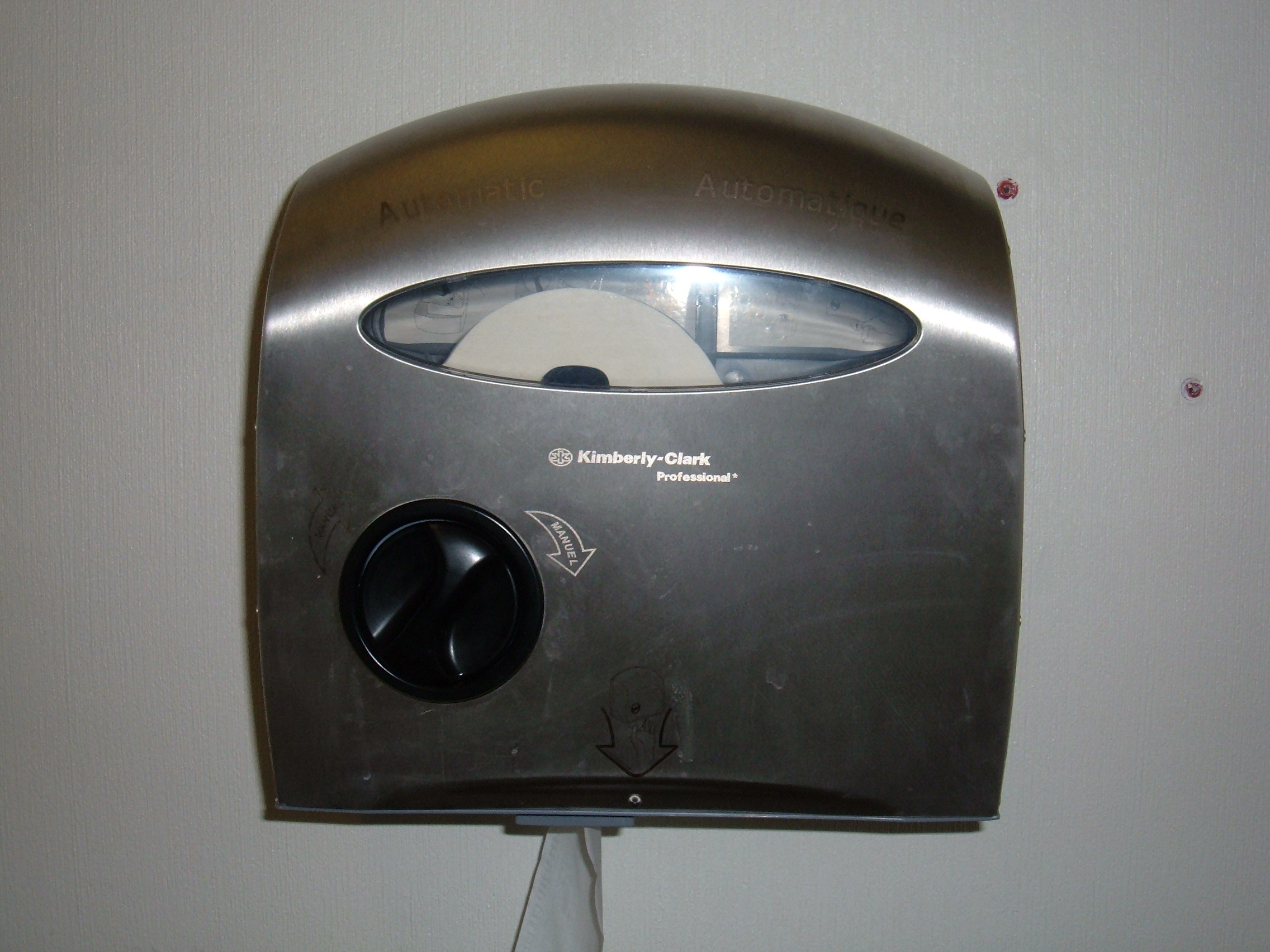
Dispensador automático institucional de papel higiénico

El papel higiénico  (denominado también rollo higiénico, papel de baño, papel sanitario, papel toilette, papel palpo o papel íntimo según sea el país) es un tipo de papel delgado, que se utiliza para el aseo íntimo, tras el acto de la defecación o de micción. Puede estar perfumado, texturado, coloreado, impreso o sin ninguna de estas características. Su formato más común es el de un rollo, pero también es posible encontrarlo en paquetes formados por hojas rectangulares de un tamaño preestablecido. Se suele comercializar en mercados, supermercados, farmacias, locales de venta de artículos de limpieza, y gran variedad de comercios. Puede encontrarse disponible individualmente o en paquetes de varias unidades.
En muchos casos, este papel está elaborado con papel reciclado y está diseñado para que posea una resistencia tal que pueda ser utilizado pero que la pierda en contacto con el agua (al contrario de las toallas de papel utilizadas para secarse las manos), para que no dañe ni produzca obturaciones en los sistemas cloacales, y se descomponga rápidamente en los pozos sépticos.

## Historia

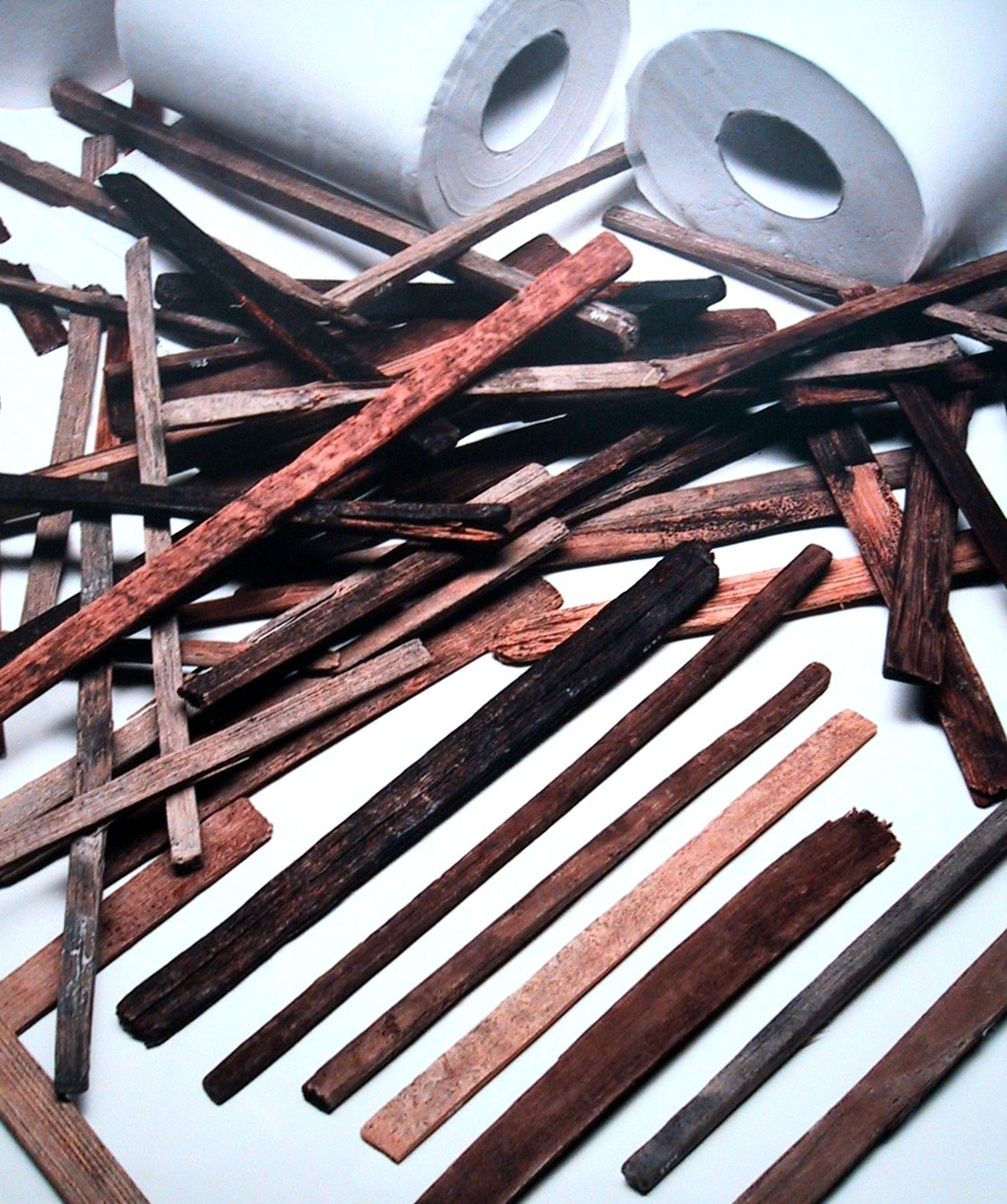
Papeles de madera del periodo Nara (710 al 784) en Japón. Los modernos rollos de papel que hay en el fondo son una comparación de tamaño.

El actual papel higiénico ya era conocido en China desde el siglo II, cuando el papel fue inventado por Cai Lun aunque existen ciertas pruebas que mencionan su uso ya en el siglo VI a. C. en China. En el año 589, el oficial académico Yan Zhitui (531-591) escribía sobre el papel higiénico:  

"El papel sobre el que están escritas anotaciones o comentarios sobre los Cinco Clásicos así como sus dichos, ese papel me cuidaré mucho de emplearlo en propósitos del cuarto de baño".

Durante los comienzos del siglo XIV (Dinastía Yuan), se tiene constancia de que en la ciudad de Zhejiang había una producción anual de papel higiénico por una cantidad de diez millones de paquetes de 1000 a 10 000 hojas de papel cada uno. A inicios de la Dinastía Ming (1368-1644), se registraron en el año 1393 que 720 000 hojas de papel higiénico eran para el uso general de la corte imperial en la capital Pekín. A partir de los registros de la Oficina Imperial de Suministros (Si Bao Chao), de ese mismo año, existen datos documentados del uso que hacía la familia imperial del emperador Hongwu, donde se consumían 15 000 hojas especiales de tejido suave, y cada hoja de papel higiénico fue incluso perfumada.
En otros lugares los ricos se limpiaban con paños de lana, lino, cáñamo, y los menos ricos con la mano y agua, trapos viejos, virutas, hojas, hierba, paja, piedras, arena, musgo, nieve, cáscaras de plantas, helechos, pieles de frutas, conchas o corazones de maíz, según el país, las condiciones climáticas y costumbres sociales. En la antigua Roma se practicó el hábito de la limpieza que hoy se asocia con el uso del papel: Una esponja amarrada a un palo y sumergida en un balde de agua salada que estaba a disposición en los baños públicos. Los usuarios compartían la herramienta, con la que se "refrescaban". Varias fuentes talmúdicas recogen la práctica judía antigua de limpiarse con pequeñas piedras, guardadas y llevadas en una bolsa especial, y también el uso de heno y los bordes lisos de trozos de cerámica rota. En el siglo IX, las personas en Occidente solían limpiarse con hojas de lechuga y agua.
La generalización de las publicaciones impresas en el siglo XVII y su auge desde el siglo XVIII condujo al uso en la cultura occidental de los periódicos viejos y ediciones baratas para tal uso. Lord Chesterfield, en una carta a su hijo en  1747, habla de un hombre que compró: 

"una edición común de Horacio, de la que arrancó gradualmente un par de páginas, las llevó consigo a ese lugar necesario, las leyó primero y luego las envió como sacrificio a Cloacina; así ganó bastante tiempo (...)."

El estadounidense Joseph Gayetty es reconocido como el inventor del moderno papel higiénico disponible comercialmente. El artículo de Gayetty se introdujo en 1857 y se mantuvo a la venta hasta la década de 1920. Se vendía como "papel medicinal" en paquetes de hojas planas con el nombre del inventor en una marca de agua. Los primeros llevaban aloe vera como lubricante y se recomendaban para las hemorroides. El primer anuncio lo presentaba como "la mayor necesidad de la época" y advertía sobre el peligro de usar papel con tóxica tinta en partes sensibles del cuerpo. No fue un gran éxito, de todos modos, dado que el público no veía la necesidad de pagar por algo que podía obtener gratis de catálogos y periódicos.
El gran impulso lo realizaron los hermanos Clarence e Irvin Scott, cuando en 1890 comercializaron a través de Scott Paper Company su papel higiénico en rollos, una nueva forma pronto definitiva. Sus principales clientes eran hospitales y hoteles, porque el público general seguía resistiéndose debido a la moral victoriana, en la cual la alusión a funciones corporales era tabú. Para evitar identificarse con el acto de ir al baño, los Scott, al contrario que Gayetty, no imprimieron su nombre en el producto. Procurando eludir cualquier asociación negativa, lo llamaron Charmin y su logotipo fue una bella joven, asociando suavidad y feminidad. Su éxito fue tal, que incluso le permitió décadas más tarde sobrevivir a la Gran Depresión. Después, renombrado Scottex la dama delicada sería sustituida sucesivamente por un bebé mofletudo, un osito y un perrito.
El papel higiénico húmedo, llamado toallitas húmedas, se comercializó por primera vez en Reino Unido en 1958, promocionándose como un mejor método de limpieza que el papel higiénico seco tradicional y aunque se presentó como un producto desechable, su creciente popularización mundial produjo acumulaciones en la red de saneamiento y consecuentes obstrucciones. Para 2016, muchos municipios habían comenzado campañas de educación para aconsejar a los ciudadanos que no tiraran las toallitas húmedas por el inodoro.

### Estadísticas
En Suecia se utiliza una gran cantidad de papel higiénico en comparación con el resto de Europa. El consumo de papel higiénico en Suecia es de unos 15 kg por persona al año, y en Europa es de aproximadamente 8 kg/ año. En Estados Unidos cada persona 22 kg/ año. Calculado sobre toda la población mundial, el consumo es de 4 kg por persona/ año Según el diario "PPM Express" en 2010, Rusia produjo 2.120,63 (109% de 2010/2009) millones de rollos de papel higiénico nominales, lo cual es un poco menos de 15 rollos por persona por año.

## En la actualidad
Las ventajas del papel higiénico son su facilidad de uso, que es bastante absorbente, y se puede tirar de la cadena tras su uso en la mayoría de países en los que el papel higiénico es común. La mayoría de los redes de saneamiento, incluidos los tanques sépticos, puede aceptar papel higiénico junto con excrementos humanos. En muchos casos, se utiliza una lata o cubo de la basura junto al retrete para tirar el papel, si la fontanería o sistema séptico no pueden hacer frente con papel higiénico.
El papel higiénico está disponible en varios tipos, una variedad de colores, decoraciones y texturas, para hacer un guiño a la preferencia personal. A veces se elabora a partir de reciclaje de papel; sin embargo, grandes cantidades de pulpa virgen de árboles se sigue utilizando en la fabricación de este producto. Hoy día se encuentran disponibles algunos tipos de papel reciclado más acordes con las ideas ecologistas, lo que reduce la polución causada tanto por las aguas fecales como por el empleo de materiales empleados por la industria papelera (por ejemplo, el cloro que se emplea para blanquear el papel).

### Fabricación
El papel higiénico se fabrica a partir de fibra vegetal tratada en grandes fábricas e industrias del papel. Con dicha fibra se realiza una mezcla de agua y diferentes sustancias químicas que le darán las características por tipo de producto. Además de este proceso, se lleva a cabo un blanqueamiento de las fibras para que el resultado sea de un blanco lo más impoluto posible o si se requiere añadir algún colorante de base o estampado, así los colores se fijan mucho mejor y por atractivos de comercialización.
Algunas veces se agregan fragancias sintetizadas químicamente al papel. Aunque esta práctica es recurrentemente cuestionada por producir desde alergias hasta cáncer de piel.[cita requerida] En función de este problema han introducido la oferta de “papel natural”, pero su color beige no ha tenido la aceptación esperada, ante todo por la costumbre de asociar lo blanco con lo limpio. Normalmente en el nuevo estándar, cada 10 cm se perfora el papel de manera que sea más fácil utilizar la modulación exacta con la cantidad de papel que sea necesaria.

### Por tipos
Por tamaño, textura y presentación, se vende papel tipo residencial y tipo institucional: 
- Uso residencial: es el típico en venta en supermercados y tiendas al menudeo, siendo este el que tiene mayor gama de texturas y grosores. Así como una enorme variedad de presentaciones en cantidad, capas, fragancias, etc.

- Uso institucional: por economía, mantenimiento y seguridad anti-vandalismo y robo, se venden en rollos de mayor tamaño, y a colocar en dispensadores con cerradura y sierra de corte en los que son continuos. Normalmente los dispensadores los vende o presta el proveedor del papel.

### Por modelos
El tipo institucional básicamente se encuentra en 3 modelos:
- Papel higiénico institucional liso: se relaciona con la textura con la que se ha fabricado el papel. Se trata de papel con textura lisa y suave, sin rugosidades ni relieves de ningún tipo y sin estampados en relieve.

- Papel higiénico institucional gofrado: a diferencia del tipo anterior, este está caracterizado por una textura granulada, de pequeñas dimensiones pero notoria al tacto, para un efecto abrasivo suave asociado a facilidad de limpieza.

- Papel higiénico institucional laminado: se caracteriza por no tener las incisiones de corte y de forma discontinua cada 10 centímetros que caracteriza al papel higiénico estándar. Se trata de un papel higiénico enrollado alrededor del cartón cilíndrico sin ningún tipo de incisión, en forma de larga lámina, que se corta en una sierra que trae el dispensador en el borde del desenrolle.

### Por calidades
Por la calidad, se clasifican en:
- Papel higiénico institucional reciclado: hecho a base del reciclado de papel, incluye la extracción previa de la tinta y otras sustancias a las fibras vegetales, mediante un blanqueamiento extra de las fibras de celulosa obteniendo un papel higiénico de buena calidad y disminuyendo el daño medioambiente por reducción de agua en el proceso de reciclaje de este papel.

- Papel higiénico institucional de “ecopasta”: se obtiene a partir de una mezcla hecha a base de papel virgen (papel que no ha sido utilizado antes) y papel de segunda mano o reciclado. Presenta una buena calidad y acabado micro encolado de manera que tiene un acabado más liso y uniforme.

- Papel higiénico institucional extra: un tipo de papel más absorbente que los anteriores, básicamente porque tiene una capa extra de fibra vegetal o de celulosa, lo cual no solamente le confiere mejor absorción, sino que le otorga mayor cuerpo al papel de manera que puede ser utilizado en oficinas o en industrias para el secado de superficies, por su resistencia a las roturas o a las sustancias acuosas, que es mayor que la del resto de papeles higiénicos normales.[9][11][10]

### Tamaños de hoja
- Estados Unidos: 114,3 x 114,3 mm[12]
- Alemania: A6 (105 × 148 mm)[13]
- Reino Unido: 110 × 124 mm[14]
- Brasil: 200 x 250 mm[15]

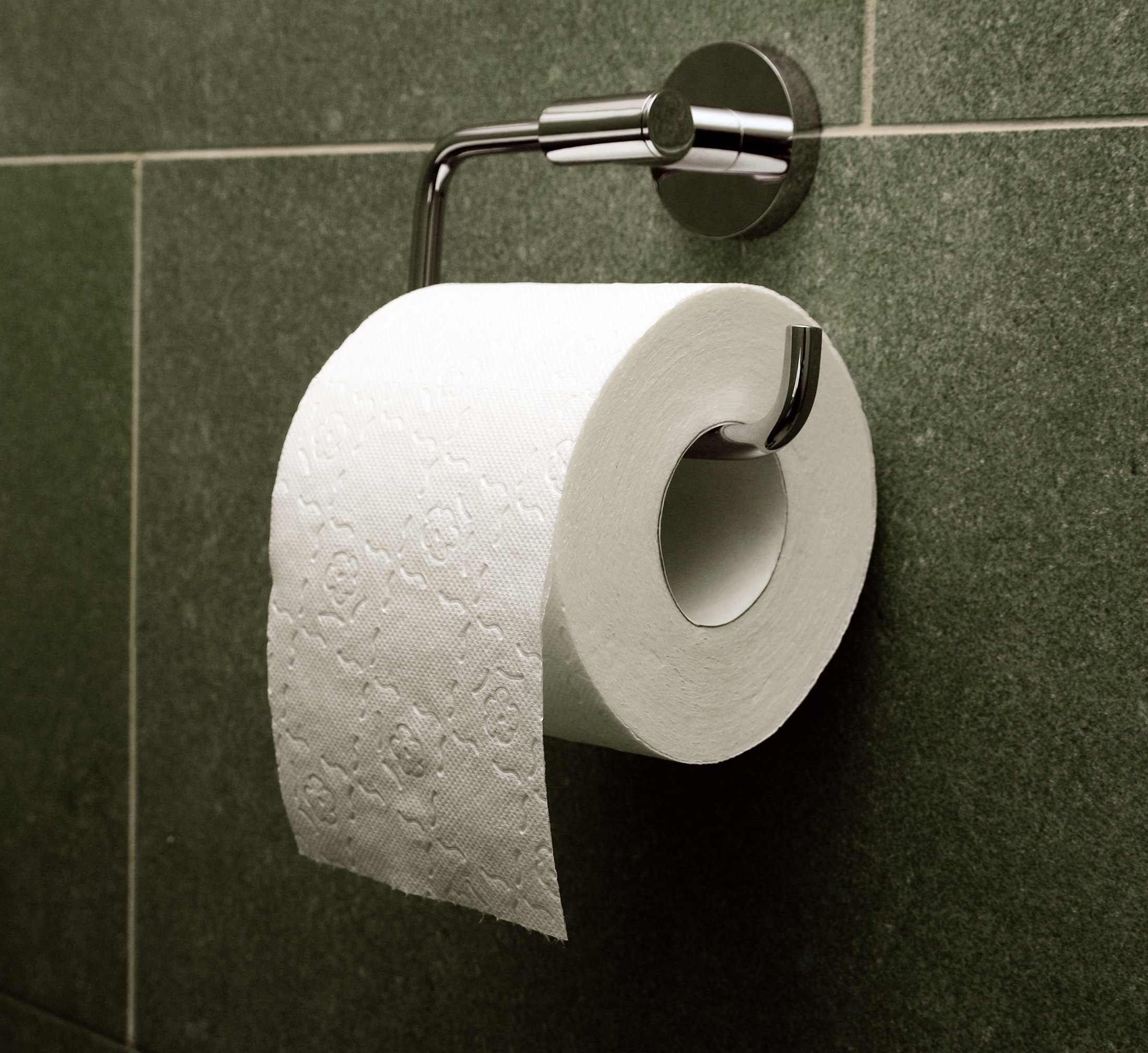
Papel higiénico en portarrollos tipo económico residencial

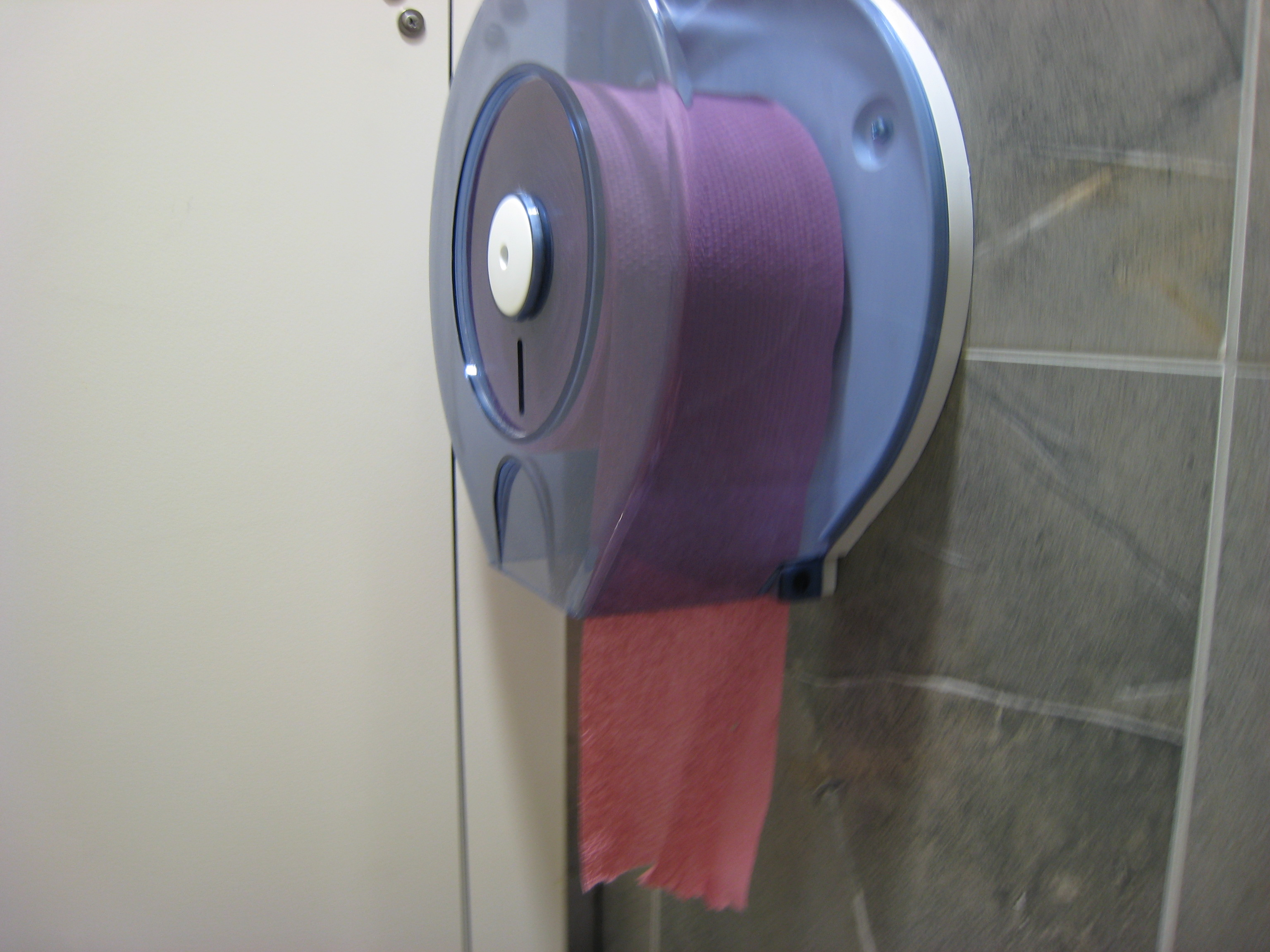
Papel higiénico continuo, color natural en portarrollos institucional

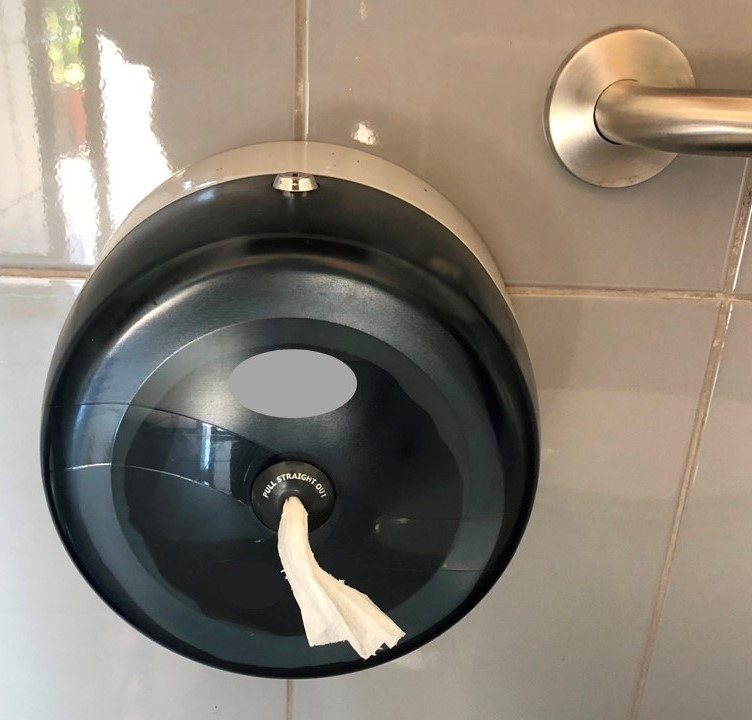
Dispensador de papel higiénico institucional con hojas pre-seccionables

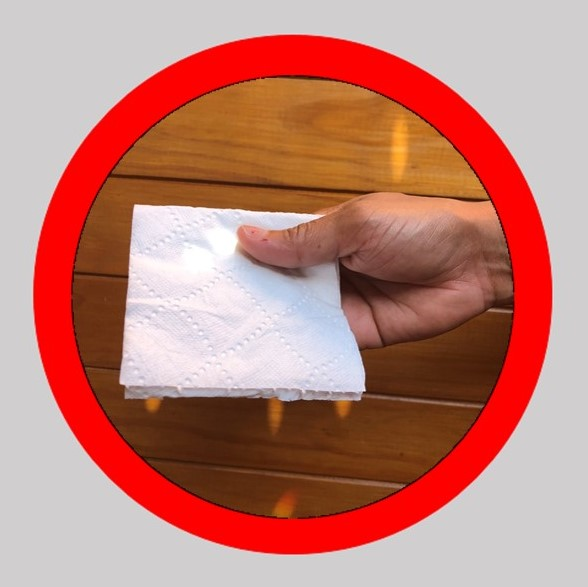
Uso ecológico del papel higiénico, usando sólo la cantidad óptima, doblando en 2 o 3 partes según el tamaño, capas y resistencia

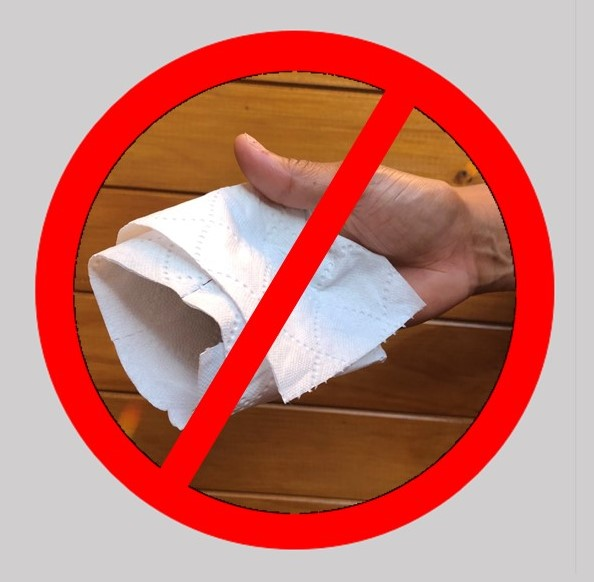
Uso NO ecológico del papel higiénico en la mala práctica de arrollarlo en la mano, desperdiciando la mitad que implica talar 70.000 árboles innecesariamente

- Nuevo estándar comercial Latinoamérica: 98 x 98mm)[16]

Los nuevos estándares de menores medida, parecen ser la tónica en la actual (2019) guerra de precios por sobreoferta y una de las estrategias más comunes es la disminución del grosor, tamaño y cantidad de hojas, informando en los empaques sólo la cantidad de metros lineales, lo cual dice poco de la eficiencia y consumo real comparativo.

## Portarrollos
Un portarrollos es un utensilio para sostener el rollo de papel y ayudar a desenrollarlo fácilmente.
Existen en el mercado cientos de modelos para uso residencial y decenas de dispensadores de tipo institucional que alojan rollos más grandes y la mayoría incluye cerrojo de seguridad, para evitar el robo y vandalismo. En su mayoría los de tipo institucional los provee el fabricante del papel, a modo de control de su clientela.

## Ecología del papel higiénico
La mayoría del papel higiénico en la actualidad (2019) se fabrica con fibra virgen, es decir celulosa proveniente de árboles que se talan para este objetivo exclusivamente, de estos aproximadamente un 20% proviene de plantaciones de reforestación, el precio lo pagan los bosques milenarios de Canadá, Finlandia, Rusia, Indonesia, Centroamérica  y Sudamérica, pero que en esencia lo paga el planeta, donde se talan cerca de 270.000 árboles diarios para este objetivo, en una industria que mueve alrededor de 340.000 millones de euros al año y que crece a razón del 5,6% y creciendo.
Su fabricación tiene serios cuestionamientos en salud laboral por exposición a varios agentes químicos usados en el proceso. En estudios de Suecia y Finlandia, se han observado incrementos de dos a tres veces del riesgo de tumores cerebrales entre los trabajadores de fábricas de pasta y de papel.
Convertir un árbol en papel necesita mucha más agua de la que se necesita para transformar el papel usado y para conseguir papel blanquísimo se utilizan lejías y cloros, que se convierten en veneno para la vida en los ríos y mares, ya que las legislaciones no se aplican estrictamente para su tratamiento.
Algunas acciones puntuales a favor del reciclaje es que la Unión Europea obliga a que como mínimo un 40% del material empleado para fabricar papel higiénico sea reciclado, por lo que los consumos de pulpa virgen se reducen mucho. Las grandes asociaciones ecologistas insisten en que la pulpa virgen proceda de bosques con certificados de sostenibilidad (FSC u otros), pero los más grandes y publicitados fabricantes, se niegan a aplicar normas similares en el resto del mundo.
Usar papel de base reciclada y mejor aún si es de color natural es más barato, contribuye a evitar la excesiva explotación de los bosques y la contaminación de las aguas con sustancias químicas, un gran ahorro de energía y disminución de la temperatura global.
Los plantíos de reforestación generan el problema de “desiertos verdes” aumentando las plagas y eliminando la flora y fauna silvestre, pero contribuyen positivamente a fijar carbono para evitar el efecto invernadero. Se están ensayando prácticas agrícolas por ciclos y combinados para controlar los efectos negativos. Las autoridades ambientales tratan de que se suba el apenas 20% árboles usados para esta producción, pero también hay resistencia industrial por los costos del terreno, ya que les es más fácil talar la herencia forestal que mantiene el equilibrio ecológico del planeta.

### Buenas prácticas de uso y la ecología
El uso de papel multicapa y malas costumbres en el uso cotidiano incrementan innecesariamente el consumo y agravan el problema de la deforestación, el consumo de agua y la contaminación de acuíferos, lagos, ríos y mares.
“Arrollar el papel en la mano”, es una significativa mala práctica, que podría ahorrar alrededor del 25% del papel higiénico, lo cual significa que se destruyen 70.000 árboles diarios innecesariamente, con el consciente daño ambiental y un gasto económico de más del 25% de en este rubro. Alrededor de un 50% de las personas del mundo (excepto en Europa Central) en el uso diario, en lugar de partir una sección de 3 o 4 hojas para limpiarse después de la defecación o micción, absurdamente arrollan en su mano 3 o 4 vueltas o más, con lo cual desperdician la mitad del papel usado efectivamente.
Somos responsables de talar y botar 70.000 árboles diarios, por una irresponsable conducta, que daña la economía y el ambiente.

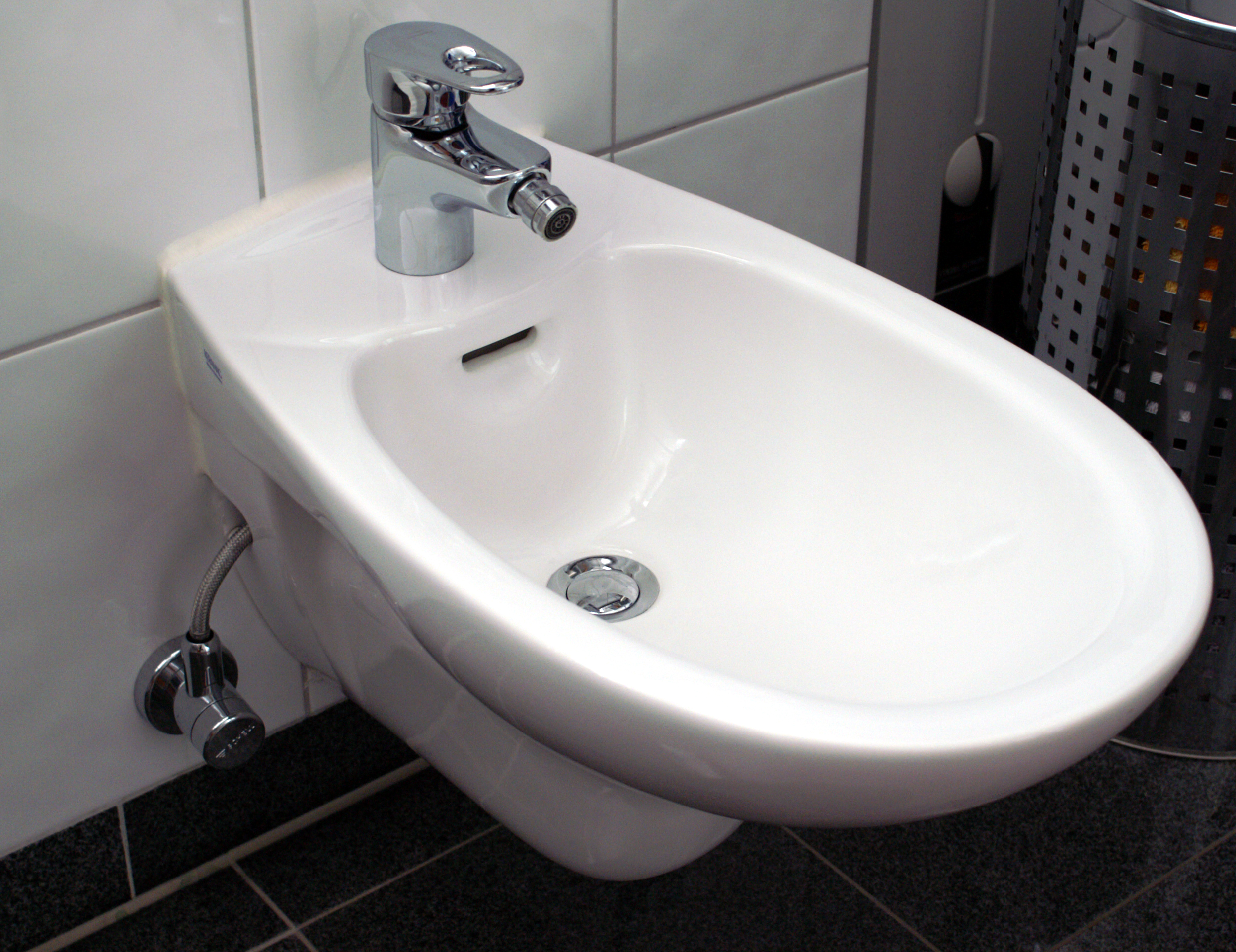
Bidé de chorro horizontal (Europa)

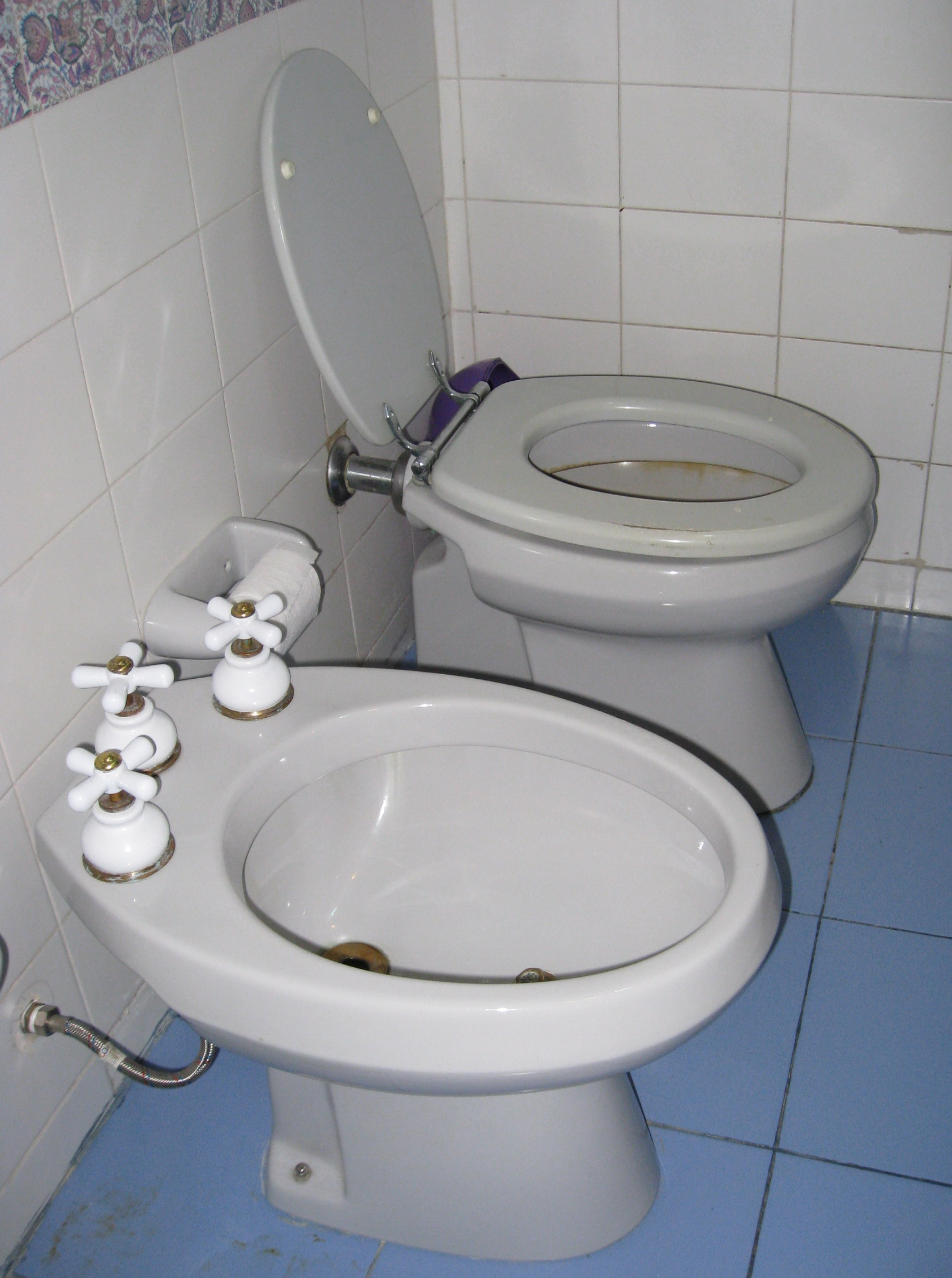
Bidé de chorro vertical (Cono Sur)

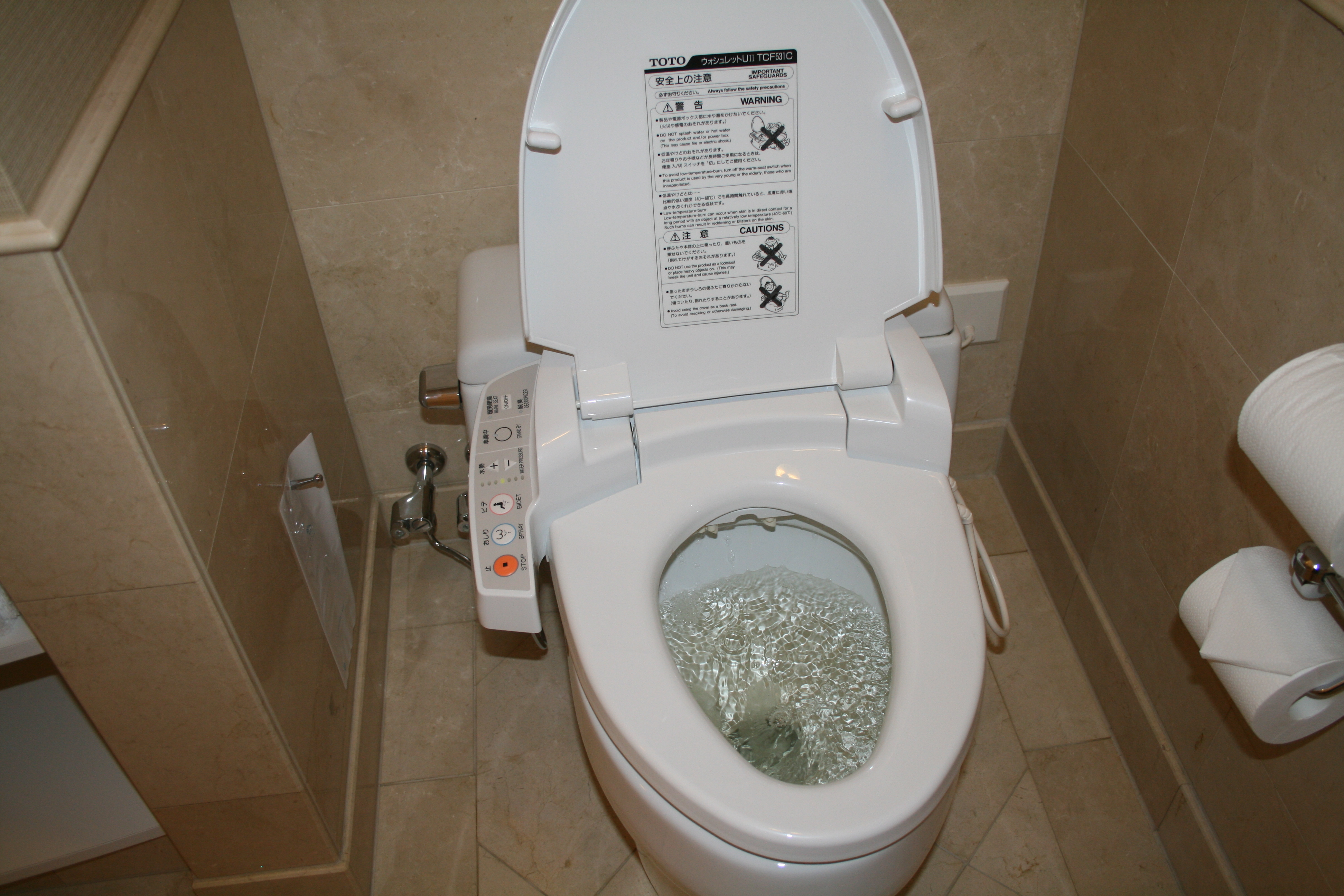
Inodoro moderno japonés que limpia con chorro de agua templada

Otra buena y saludable opción para reducir el consumo de papel, es usar el bidé, esto permite limpiar con agua las partes íntimas y se usa un poco de papel apenas para secar.
Algunos dirían que el bidé consume más agua, pero para fabricar una tonelada de papel se emplean de 150.000 a 200.000 litros de agua y para producir un paquete de 500 folios de fibra virgen 130,6 litros de agua, entonces usando el bidé en realidad ahorramos más agua. Ahora hay bidés adaptables al inodoro.
¿Cuánto más papel usamos para sentirnos limpios? ¿Hasta que el papel higiénico salga blanco? Contaminamos menos y ayudamos al ambiente reduciendo el consumo de papel higiénico.

### Papel higiénico biodegradable
La industria comprometida con la sostenibilidad ha desarrollado un papel higiénico, que se pueden desechar por el inodoro, ya que son 100 % de celulosa y se desintegra al contacto con el agua, lo que evita posibles atascos en las redes de saneamiento.
Por seguridad higiénica el papel usado en el servicio sanitario se recomienda echarlo al inodoro, pero el papel higiénico normal no se degrada ni dispersa rápido, porque genera graves atascos en los sistemas de tratamiento residenciales, que en su mayoría no tienen una cámara de sedimentación y depósito temporal de sólidos no degradables. También en las plantas de tratamiento de mayor escala, generan el problema diario en las cajas previas de retención de sólidos. En ambos casos los atascos provocan riesgos de salud comunitaria y costos de mantenimiento elevados.
Este papel higiénico no incluye en su composición fibras plásticas ni viscosas, por tanto, las hace biodegradables y dispersables con el agua en movimiento, a diferencia del papel higiénico habitual.La capacidad de desintegración ha sido avalada por EDANA (la asociación de fabricantes de Non woven (tejido no tejido)) que a nivel mundial que desarrolló los criterios que el papel debe cumplir para ser desechable por el inodoro (WC).
Este procedimiento permite reducir la Huella de Carbono alrededor de un 3% y en materia de eficiencia energética, se estima una disminución de más de 33.000 de toneladas de CO2 a la atmósfera.